# Josef Ceremuga
Josef Ceremuga (* 14. Juni 1930 in Ostrava; † 6. Mai 2005 in Prag) war ein tschechischer Komponist und Musikpädagoge.

## Leben und Werk
Josef Ceremuga war Schüler von Jaroslav Řídký (Komposition), Václav Dobiáš (Harmonie, 1950–1953) und Alois Hába (postgraduierte Studien, 1953–1956).
Seit 1956 wirkte er als Lehrer an der Prager Musikakademie. Von 1960 bis 1973 wirkte er als Lektor in der Abteilung für Tonkomposition an der Filmfakultät der Akademie der Darstellenden Künste für Filmmusik. Bereits 1967 wurde er zum außerordentlichen Professor und zwei Jahre später zum Dekan dieser Fakultät ernannt. Filmmusik nahm generell einen wichtigen Platz in seinem Wirken ein. 1982 wurde er zum ordentlichen Professor für Komposition der Fakultät für Musik berufen.
Josef Ceremugas kompositorische Arbeit basierte auf der mährischen Musiktradition, unter anderem dem Werk von Leoš Janáček und den Werken der Klassiker der Musik des 20. Jahrhunderts (z. B. der Musik Sergei Prokofjews). Sein kompositorisches Werk reflektiert den modernen russischen Stil. Nicht nur mit seiner Filmmusik, sondern auch mit seinen Orchester- und Kammerkompositionen war er europaweit erfolgreich.

## Werke von  Josef Ceremuga
Von seinen kompositorischen Werken seien genannt:
- Zwei Symphonien, 1953 und 1967.
- Hommage aux étudiants für Orchester 1964.
- Serenade für Streicher, 1957.
- Violinkonzert, 1955.
- Klavierkonzert, 1962.
- Zwei Bläserquintette, 1964 und 1968.
- Zwei Streichquartette, 1956 und 1962.
- diverse Klavierstücke.
- De profundis clamavi für Orgel (1969).
- mehrere Lieder.